# Diego de Valera
Diego de Valera (* 1412 in Cuenca; † 1488 in El Puerto de Santa María) war ein kastilischer Autor, Krieger, Diplomat, Humanist, Übersetzer und Historiker.
Als Knappe von Johann II. von Kastilien kämpfte er gegen die Nizariten (1431), bevor er seine Schiffsreisen für die kastilische Botschaft innerhalb Europas antrat. Besonders hervorzuheben sind seine moral-politischen Werke defensa de las virtuosas mujeres, Espejo de verdadera nobleza (1441), Tratado de las armas (1458–1467), Ceremonial de príncipes (1462) und Doctrinal de príncipes (1475). Des Weiteren schrieb er eine Vielzahl an Briefen, die an die Katholischen Könige adressiert waren, sowie einige Gedichte und nennenswerte historische Werke, wie die Crónica a los Reyes Católicos.

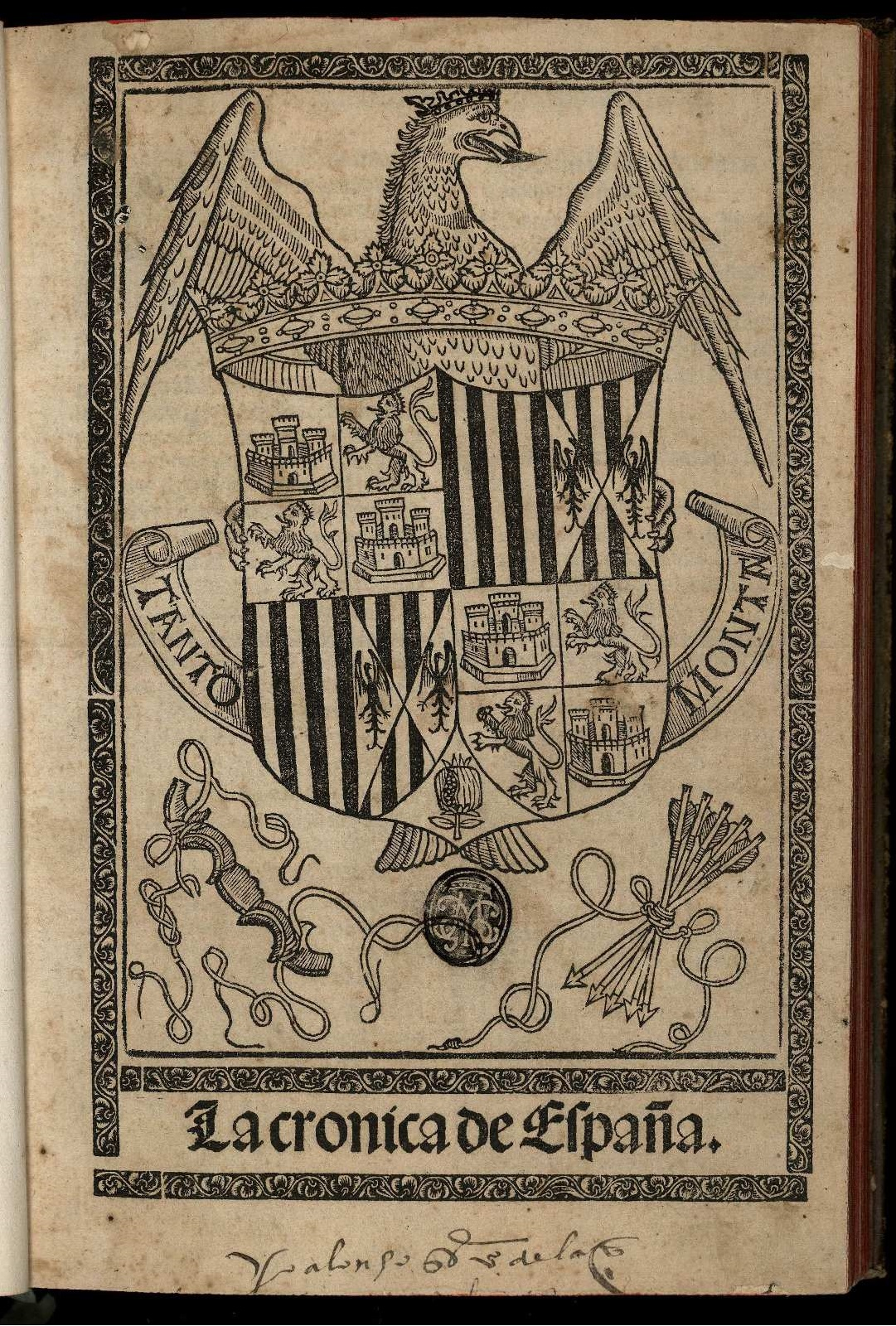
La Crónica de España de Diego de Valera. Version von 1493

## Leben
Diego de Valera wurde im Jahr 1412 geboren, wahrscheinlich in Cuenca und verstarb 1487 oder 1488 in El Puerto de Santa María. Er ist Teil einer Bewegung von Schriftstellern, die Waffen mit Schrift tauschten. Zugehörig zum Rittertum, vereinigt seine Person die ritterliche und militärische Tradition, die Politik, sowie die Literatur und die Diplomatie.
Von einer zum Christentum konvertierten jüdischen Familie abstammend, war sein Vater Alonso Chirino praktizierender Arzt für Heinrich III. und Johann II. Schon in jungen Jahren stand Diego de Valera im Dienste Johanns II., bis er im Jahr 1429 zum Knappen des Prinzen Heinrich III. ernannt wurde. Während dieser Zeit kam er zum ersten Mal in Kontakt mit Waffen und der Kriegskunst und wurde 1435 zum Ritter geschlagen.
Von dort an unternahm er viele Reisen ins Ausland, die seine literarischen Facetten am meisten beeinflusst haben sollen. Zwischen 1437 und 1438 unternahm er seine ersten beiden Reisen nach Frankreich und Böhmen, wo er letztendlich Gebrauch von seiner Gabe als Mediator machte.
Gezwungen, juristische Bücher auf Latein zu verstehen, lernte er Schrift und Intellekt. So konnte er erfolgreich zwischen dem König Kastiliens und dem Grafen von Böhmen vermitteln.
Im Jahr 1442 wurde er auf Befehl Johanns II. geschickt, um die Königin von Dacia, den König von England und den Herzog von Burgund zu besuchen. Dort konnte er von seinen militärischen Kenntnissen profitieren, zum Beispiel als er 1443 eine Militärparade besuchte. Der Chronist Fernando del Pulgar schrieb daraufhin die Heldentaten von Diego de Valera im Ausland nieder.
Aus dem Jahr 1445 überliefern verschiedene Quellen, dass Diego de Valeria an der Seite Johanns II. im kastilischen Königreich diente. Kurz darauf, zu Beginn des Jahres 1447, schrieb er dem König als Verwalter von Cuenca einen Brief, in dem er darauf beharrte, dass der Frieden mit Frankreich unbedingt bewahrt werden müsse. Eine Kopie des Briefes, der an Don Pedro de Estúñiga ging, der wiederum begeistert von Diego de Valerias Intellekt war, hatte zur Auswirkung, dass er ihn beauftragte, seinen Neffen zu unterrichten. Hier leitete sich eine neue Etappe in seinem Leben ein, in der er als Lehrer des jungen Edelmannes arbeitete. Ein Jahr später verstarb Johann II. unerwartet in Sevilla.
Kurz darauf traf de Valera auf die Grafen von Haro, zu denen er ein freundschaftliches Verhältnis pflegte. Auch wenn sich Diego de Valera nie komplett von seiner militärischen Ausbildung lösen konnte, brachten sie ihn dazu, die Literatur noch mehr zu schätzen. Mitte des Jahres 1462 war de Valera laut einem Brief, adressiert an Heinrich IV., Bürgermeister von Palencia. Nach fünf Jahren stieg er aus den Diensten des Königs aus, um dem Haus Medinaceli zu dienen, für die er das Amt des Bürgermeisters der Stadt Puerto de Santa María übernahm. Zur gleichen Zeit  kam es zu einem Bürgerkrieg zwischen Heinrich IV. und seinem Halbbruder Alfons „dem Unschuldigen“.
Sowohl Diego de Valera als auch die Medinaceli-Familie waren auf der Seite des Prinzen Alfons, wodurch de Valera in einem im Dezember desselben Jahres verfassten Dokument als Diener Alfons’ benannt wird. Nachdem die Katholischen Könige im Jahr 1474 den Thron bestiegen, diente er an ihrer Seite weiterhin als Bürgermeister von Puerto de Santa María. Dieses Amt übte er bis zu seinem Tode aus.
Die Briefe, die Diego de Valera an die Könige schrieb, behandelten verschiedene Angelegenheiten: von den finanziellen sowie politischen Zuständen des Königreiches bis hin zu Ratschlägen für die Eroberung des Königreiches Granada. Manche Briefe wurden von den Königen selbst beantwortet, was ein tiefes Vertrauen und Respekt ihrerseits in die Person de Valerias bezeugt. Diego de Valeria verstarb im Jahr 1488.

## Werke
Die Werke von Diego de Valera gelten als wichtige Quellen über die Herrschaft der letzten Trastámaras. Als Chronist wollte er die Geschehnisse aus ihrer eigenen Individualität heraus schildern und nicht nach seinem sozialen Status, weil seiner Meinung nach jeder Mann das Recht haben sollte, gehört zu werden. In diesem Sinne stellen seine Werke mit historischem Character, wie Crónica abreviada (1482), Crónica de los Reyes Católicos (1927) und Memorial de diversas hazañas (1941), als auch seine Werke mit moralischem Character, wie Tratado en defensa de las virtuosas mujeres (1441), Tratado de las armas (1458–1467), Ceremonial de príncipes, Tratado de las epístolas, Providencia contra fortuna(1462), Doctrinal de príncipes (1475) usw., die Sichtweise der am wenigsten Gehörten dar. Seine Stimme sollte sowohl als Ratschlag für Monarchen als auch als Ratgeber für diejenigen, die kein Recht hatten, an öffentlichen Diskursen teilzunehmen, gelten. Seine Chroniken und Abhandlungen, die nach keinem bestimmten System oder Methode verfasst wurden, stellen eine Konfiguration bestimmter Texte anderer Autoren dar. Dieselbe Auswahl an Textgattungen lässt eine Stellungnahme seiner Prinzipien erahnen, die zu informativen Zwecken die Bedürfnisse der Leser befriedigen sollten, daher sein einfacher, direkter und populärer Schreibstil.

## Liste der Werke

### Chroniken
- Memorial de diversas hazañas
- Crónica de los Reyes Católicos
- Historia de la casa de Zúñiga
- Genealogía de los reyes de Francia
- Crónica de España (Sevilla: Alfonso del Puerto, 1482), muy reimpreso.
- Tratado de los rieptos e desafíos que entre los cavalleros y hijosdalgo se acostumbran hazer, según las costumbres de España, Francia e Inglaterra, en el qual se contienen quáles y quántos son los casos de traición e de menosvaler e las enseñas e cotas darmas, compuesto según Ángel Gómez Moreno entre 1458 y 1467.
- Preeminencias y exenciones de los oficiales de armas
- Defensa de virtuossas mugeres.
- Tratado de exhortación y comendación de paz
- Doctrinal de príncipes (1469-10-08 a quo - 1488 ad quem?)

### Literarische Werke
- Breviloquio de virtudes
- Espejo de verdadera nobleza
- Letanía
- Salmos penitenciales
- Cancionero

### Übersetzungen
- Árbol de batallas, del Arbre des batailles von Honoré Bouvet (1345?–1405?)

### Briefe
- Providencia contra Fortuna (Sevilla, 1502)
- Ceremonial de príncipes Valencia: Juan Viñao, c. 1517